# Comuna Krasnîi Koleadîn, Talalaiivka
Krasnîi Koleadîn (în ucraineană Красний Колядин) este o comună în raionul Talalaiivka, regiunea Cernihiv, Ucraina, formată din satele Hlînske, Krasnîi Koleadîn (reședința) și Levivșciîna.

## Demografie
Componența lingvistică a comunei Krasnîi Koleadîn
     Ucraineană (98,03%)
     Rusă (1,89%)
     Alte limbi (0,08%)
Conform recensământului din 2001, majoritatea populației comunei Krasnîi Koleadîn era vorbitoare de ucraineană (98,03%), existând în minoritate și vorbitori de rusă (1,89%).